# Долгосрочные предупреждения о ядерных отходах

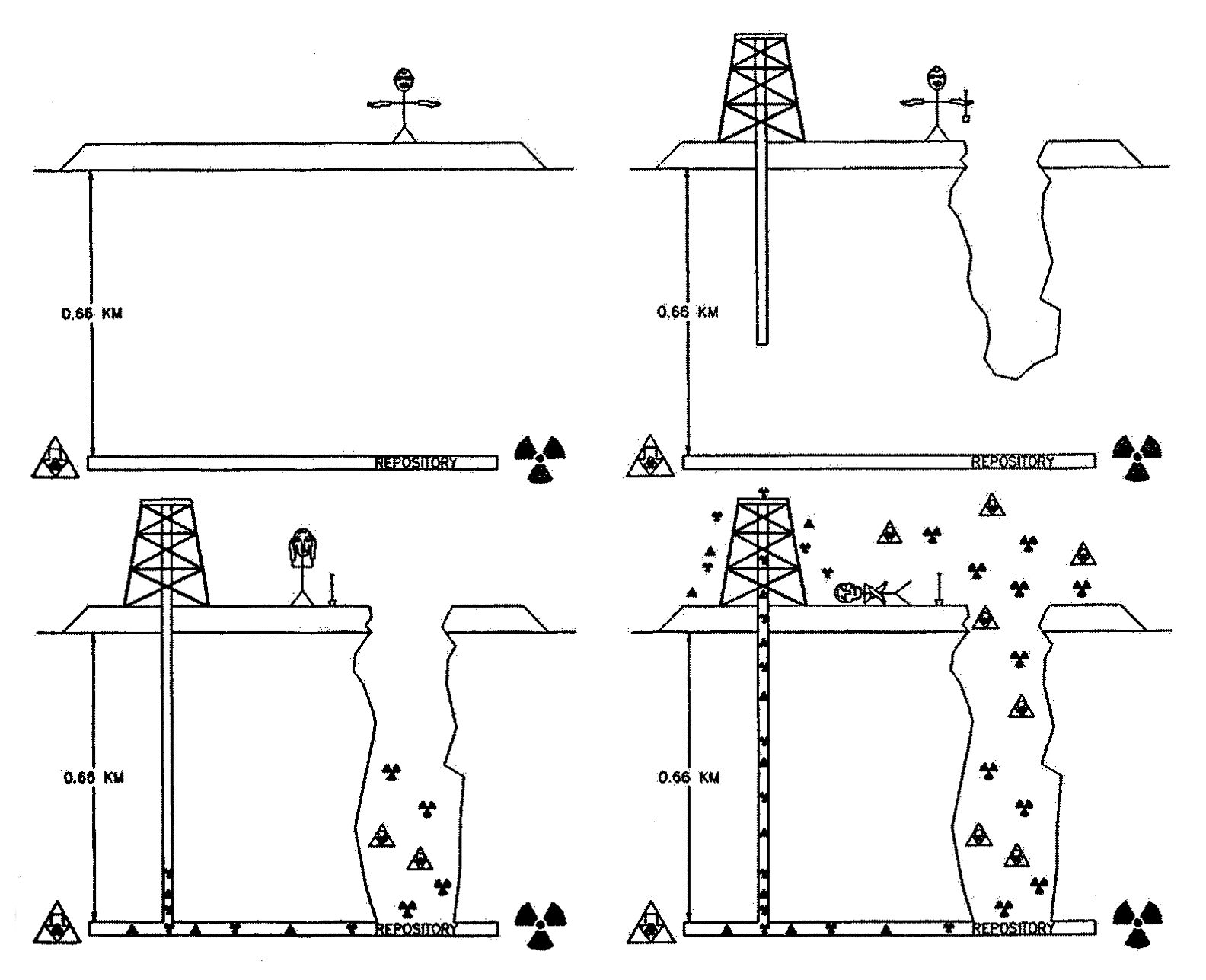
Предложенная пиктограмма, предупреждающая об опасности захоронения ядерных отходов на Waste Isolation Pilot Plant

Долгосро́чные предупрежда́ющие сообще́ния о я́дерных отхо́дах предназначены для предотвращения вторжения человека в хранилища ядерных отходов в далёком будущем, в течение тысяч лет. Сформированной в 1981 году Рабочей группе по человеческому вмешательству часто ставят в заслугу создание соответствующей области исследований, называемой ядерной семиотикой.
В отчёте Национальных лабораторий Сандия за 1993 год рекомендовалось, чтобы такие сообщения содержали информацию разных уровней сложности. Было предложено, чтобы на территориях захоронений присутствовали вызывающие чувство опасности и ужаса физические объекты, которые могли бы незамедлительно довести до будущих посетителей информацию об искусственном происхождении и опасности этого места, а также пытались бы передать суть опасности с помощью письменных объяснений (для тех, кто сможет их прочесть) и пиктограмм.
Были предложены и другие идеи долгосрочных предупреждений, включая создание схожей с церковью группы экспертов, передающих знания об опасности с помощью ритуалов, и выведение породы кошек, меняющих цвет в присутствии опасных уровней радиации.

## Послание
Отчёт 1993 года из Национальных лабораторий Сандия был направлен на то, чтобы неязыковыми методами передать серию посланий всем будущим посетителям места захоронения радиоактивных отходов. В отчёте был предложен пример формулировки мыслей, которые эти сообщения должны вызывать:

Это место является посланием… и частью системы посланий… обратите на это внимание!
Для нас было важно отправить это послание. Мы считали себя могущественной культурой.
Это не почётное место… Здесь не увековечены высокочтимые деяния… Здесь нет ничего ценного.
То, что здесь, было для нас опасным и отталкивающим. Это послание является предупреждением об опасности.
Опасность находится в определённом месте… она увеличивается к центру… центр опасности здесь… определенного размера и формы и ниже нас.
Опасность всё ещё существует в ваше время, как и в наше время.
Опасность представляет угрозу для тела, это может убить.
Форма опасности — это излучение энергии.

Опасность возникает только в том случае, если вы существенно потревожите это место физически. Лучше избегать этого места и оставить его безлюдным.— 
В отчёте Сандия также рекомендуется, чтобы любое такое сообщение содержало четыре уровня информации возрастающей сложности:
- Уровень I. Элементарная информация: «Здесь что-то рукотворное»
- Уровень II. Предостережение: «Здесь что-то рукотворное, и это опасно»
- Уровень III. Базовая информация: рассказывает, что, почему, когда, где, кто и как.
- Уровень IV. Сложная информация: подробные письменные записи, таблицы, рисунки, графики, карты и диаграммы.

## Письменные сообщения

Предлагаемый дизайн случайного захоронения большого количества «небольших подземных маркеров» на Waste Isolation Pilot Plant

Waste Isolation Pilot Plant провёл обширные исследования по разработке письменных или графических посланий для предупреждения будущих поколений. Поскольку сегодняшние письменные языки вряд ли выживут, исследовательская группа рассмотрела пиктограммы и враждебную архитектуру в дополнение к ним. Тексты предлагалось перевести на все письменные языки ООН. В 1994 году англоязычные сообщения второго, третьего и четвёртого уровней сложности были переведены на французский, испанский, китайский, арабский, русский языки и навахо; планировалось продолжить тестирование и пересмотр исходного английского текста и последующий перевод на другие языки.

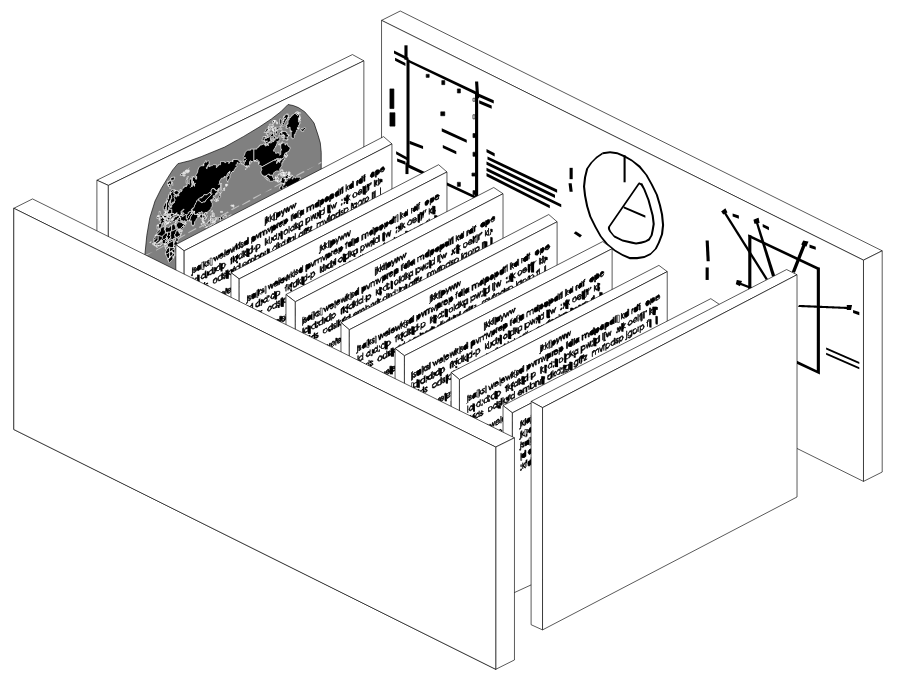
Дизайн информационного центра на Waste Isolation Pilot Plant

Концептуальные проекты пилотной установки по изоляции отходов включали «Информационный центр» в геометрическом центре площадки. Здание должно представлять собой открытую конструкцию из твёрдого гранита или бетона размером 12,2 м × 9,8 м × 3,0 м и содержать сообщения четвёртого уровня. Рассматривалось предложение сконструировать здание так, чтобы дуновения ветра создавали характерный свистящий звук, привлекая к себе внимание.
В 1981 году, работая в составе Рабочей группы по человеческому вмешательству, Вилмош Войт (Будапештский университет) предложил установить предупреждающие знаки на основных международных языках концентрическим узором вокруг каждого места захоронения. По прошествии времени предполагается добавлять новые знаки, переводящие более ранние сообщения, а более ранние останутся на месте.

## Физические маркеры

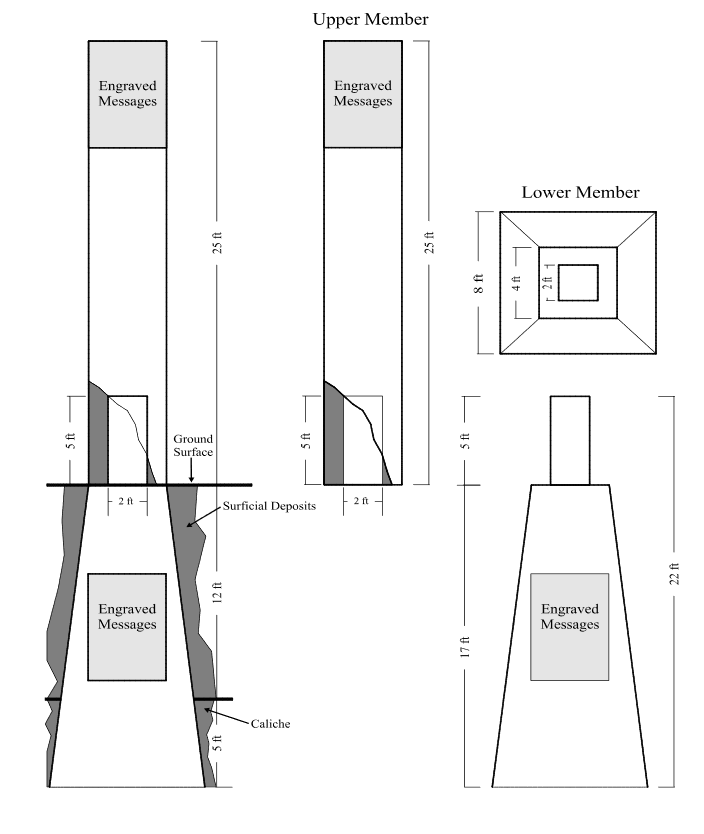
Концептуальный дизайн маркера с большой площадью поверхности на Waste Isolation Pilot Plant.

В отчёте Сандия исследуются конструкции физических маркеров, которые передают концепции опасных излучений, форм, вызывающих телесные повреждения, и концепцию «избегаемой земли», которая кажется разрушенной или отравленной. Предлагаемые конструкции включали:
- Пейзаж из шипов: множество шипов неправильного размера, торчащих из земли во всех направлениях.
- Поле шипов: серия чрезвычайно больших шипов, выходящих из-под земли под разными углами.
- Шипы прорываются сквозь сетку: большая квадратная сетка поперек площадки, сквозь которую под разными углами выступают большие шипы.
- Угрожающие земляные сооружения: большие холмы земли в форме молний, исходящие из краев квадратного участка. Формы будут хорошо видны с воздуха или с искусственных холмов, построенных вокруг этого места.
- Черная дыра: огромная плита из базальта или окрашенного в черный цвет бетона, делающая землю непригодной для проживания и непригодной для возделывания.
- Пейзаж из щебня: большая квадратная куча подорванного камня, которая со временем всё ещё будет казаться аномальной и давать ощущение того, что что-то было разрушено.
- Запрещающие блоки: сеть из сотен каменных блоков размером с дом, окрашенных в черный цвет и расположенных в неправильной квадратной сетке, наводит на мысль о сети «улиц», которые кажутся зловещими и ни к чему не ведут. Блоки предназначены для того, чтобы сделать большую территорию совершенно непригодной для сельского хозяйства или другого использования в будущем.

## Культурная память
Лингвист Томас Шебёк, член Рабочей группы по человеческому вмешательству, основываясь на более ранней работе Элвина Вайнберга и Арсена Дарнея, предложил создать атомное священство — группу экспертов наподобие католической церкви, которая сохраняет свои ценности в течение 2000 лет. Священство сбережёт знания о местонахождении радиоактивных отходов и связанных с ним опасностях с помощью ритуалов и мифов.
Французский писатель Франсуаз Бастид и итальянский семиотик Паоло Фаббри предложили генетически модифицировать домашних кошек, чтобы они меняли цвет в присутствии опасных уровней радиации. Значение этих «радиационных котов» или «лучевых котов» можно было бы усилить в сказках и мифах, рассказывающих о том, что нужно уезжать из мест, где встречаются такие существа или где домашние кошки начинают вести себя таким образом. В 2014 году музыкант Emperor X написал песню под названием «Don’t Change Color, Kitty», которая была «настолько запоминающейся и раздражающей, что её можно было передавать из поколения в поколение в течение 10 000 лет».